# Regeringsformatie België 1966
Na de val van de regering-Harmel op 10 februari 1966 ging de formatie van een nieuwe Belgische regering van start. De formatie duurde 37 dagen en leidde tot de vorming van de regering-Vanden Boeynants I.

## Verloop van de formatie

### Aanloop naar de formatie
Op 10 februari 1966 viel de regering-Harmel, samengesteld uit de christendemocratische CVP-PSC en de socialistische BSP-PSB, toen de socialistische ministers ontslag namen vanwege geschillen over de ziekteverzekering en de invoering van remgeld in polyklinieken. De volgende dag bood eerste minister Pierre Harmel (PSC) aan koning Boudewijn het ontslag van zijn regering aan.
De koning aanvaardde het ontslag van de regering en begon dezelfde dag nog aan een consultatieronde: eerst ontving hij de voorzitters van Kamer en Senaat, respectievelijk Achiel Van Acker en Paul Struye, en daarna kwamen partijvoorzitters Paul Vanden Boeynants (CVP-PSC), Léo Collard (BSP-PSB) en Omer Vanaudenhove (de liberale PVV-PLP) op audiëntie. In het weekend van 12 en 13 februari 1966 voerde de vorst consultaties met achtereenvolgens minister van Staat en oud-Senaatsvoorzitter Robert Gillon (PVV), minister van Staat en gewezen eerste minister Théo Lefèvre (CVP), minister van Staat en oud-Kamervoorzitter Paul Kronacker (PVV), minister van Staat en Senaatsfractieleider Henri Rolin (PSB), BSP-ondervoorzitter Jos Van Eynde, Robert Vandekerckhove, voorzitter van de Vlaamse afdeling van de CVP, PLP-ondervoorzitter Norbert Hougardy, senator Herman Vanderpoorten (PVV), voorzitter van het Liberaal Vlaams Verbond, Albert Parisis, voorzitter van de Waalse afdeling van de PSC, Kamerfractieleider Willy De Clercq (PVV), oud-minister Joseph-Jean Merlot (PSB) en ministers Gaston Eyskens en Paul-Willem Segers (beiden CVP). Op 14 februari was het de beurt aan August Cool, voorzitter van de christelijke vakbond ACV, Hubert Ansiaux, voorzitter van de Nationale Bank, minister Antoon Spinoy (BSP), Louis Major, secretaris-generaal van de socialistische vakbond ABVV, Roger De Staercke, voorzitters van werkgeversorganisatie VBN en Armand Colle, voorzitter van de liberale vakbond ACLVB.

### Informateur Achiel Van Acker (15 februari - 17 februari 1966)

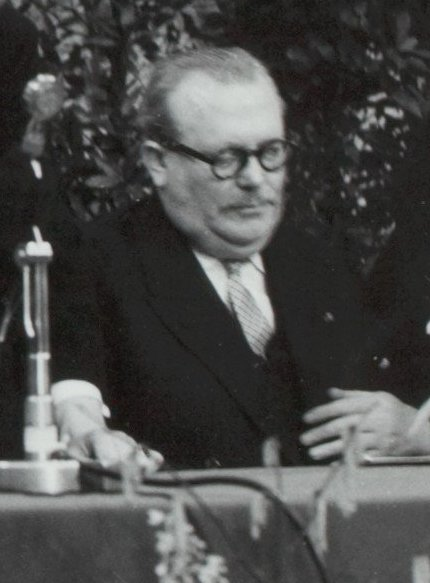
Achiel Van Acker.

Na afloop van zijn consultatieronde bood koning Boudewijn in de avond van 14 februari PVV-PLP-voorzitter Omer Vanaudenhove de opdracht van informateur aan. Vanaudenhove weigerde echter, omdat hij regeringsdeelname voor de liberalen weinig waarschijnlijk achtte. De volgende ochtend werd Kamervoorzitter en gewezen eerste minister Achiel Van Acker (BSP) aangezocht als informateur. Hij aanvaardde de opdracht wel en startte meteen met raadplegingen. Ondertussen maakten de socialisten duidelijk dat ze gewonnen waren voor een hernieuwde coalitie met de christendemocraten, op voorwaarde dat een socialist de regering zou leiden, waarbij nadrukkelijk naar Van Acker werd gekeken.
Op 17 februari maakte de informateur bekend dat hij een drieledige regering van christendemocraten, liberalen en socialisten onmogelijk achtte en dat er daarom een hernieuwde coalitie van christendemocraten en socialisten moest worden gevormd, zij het met hemzelf als eerste minister. Hij legde aan de rooms-rode partijen echter geen concreet programma voor, omdat hij dat niet nodig achtte. Dezelfde dag besliste de partijraad van CVP-PSC dat de partij het eerste ministerschap niet wilde afstaan zolang de informateur geen aanvaardbaar programma voorlegde. Hierop diende Van Acker zijn ontslag in als informateur.

### Formateur Paul-Willem Segers (17 februari - 2 maart 1966)

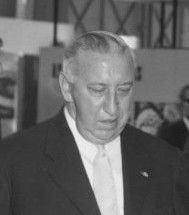
Paul-Willem Segers.

Dezelfde dag nog benoemde koning benoeming uittredend minister Paul-Willem Segers (CVP) tot formateur. Alvorens zich uit te spreken over een regeringsformule begon Segers een verkenningsronde, waarbij hij gesprekken voerde met parlementsvoorzitter Van Acker en Struye, partijvoorzitters Vanden Boeynants (CVP-PSC), Collard (BSP-PSB) en Vanaudenhove (PVV-PLP), ontslagnemend eerste minister Harmel (PSC) en ministers Eyskens (CVP) en Spinoy (BSP). Na die verkenningsronde besliste Segers om het programma van de regering-Harmel als leidraad te gebruiken. Hij zou het bestuur van de christendemocratische en socialistische partijen vragen om opmerkingen over dat programma te formuleren, zodat hij het programma van die regering nader kon preciseren en aanvullen. Dat programma moest dan de goedkeuring krijgen van CVP-PSC en BSP-PSB en zou als basis voor verdere onderhandelingen dienen.
Op 21 februari stemden CVP-PSC en BSP-PSB in met onderhandelingen over een vernieuwd regeringsprogramma. Met het oog hierop werd beslist om een programmacommissie van achttien leden (negen voor elke partij) samen te stellen, die op 23 februari zouden samenkomen om door de formateur op de hoogte te worden gebracht van de opmerkingen en vragen om verduidelijking die partijen bij het programma van de regering-Harmel hadden. Daarna zouden werkgroepen de belangrijkste regeringsthema's behandelen. Op 23 februari werd in de werkgroepen een beginselakkoord bereikt rond de financiële en economische maatregelen die de volgende regering zou doorvoeren. De volgende dag werden de onderhandelingen rond het sociaal beleid en het vraagstuk van de ziekteverzekering aangesneden. Op 25 februari werd een compromis bereikt rond de ziekteverzekering, waarna de gesprekken over het onderwijsbeleid begonnen. Op 26 februari werd ook daarover een basisakkoord bereikt, waarmee de werkzaamheden van de werkgroepen en de programmacommissie voltooid waren.
Op 28 februari dienden de partijbesturen van CVP-PSC en BSP-PSB zich uit te spreken over de basisakkoorden die de programmacommissie had gesloten en of er basis daarvan verder kon worden onderhandeld. CVP-PSC keurde de basisakkoorden goed en zette het licht op groen voor verdere onderhandelingen, terwijl BSP-PSB niet akkoord ging met het bereikte compromis rond de ziekteverzekeringen en voorbehoud maakte bij een aantal andere programmapunten (zoals het onderwijsbeleid en de financiële maatregelen) en daarover nieuwe onderhandelingen vroeg. Op 1 maart kwamen de onderhandelaars terug samen om het statuut van de kernenergie in België, de noodzakelijke besparingen en het probleem rond de ziekteverzekering te bespreken. Over het eerste thema werd een akkoord bereikt, maar de onderhandelingen liepen uiteindelijk vast op de besparingen en de ziekteverzekering. Omdat Segers geen kans op slagen meer zag, diende hij de volgende dag zijn ontslag in als formateur.

### Formateur Paul Vanden Boeynants (3 maart - 19 maart 1966)

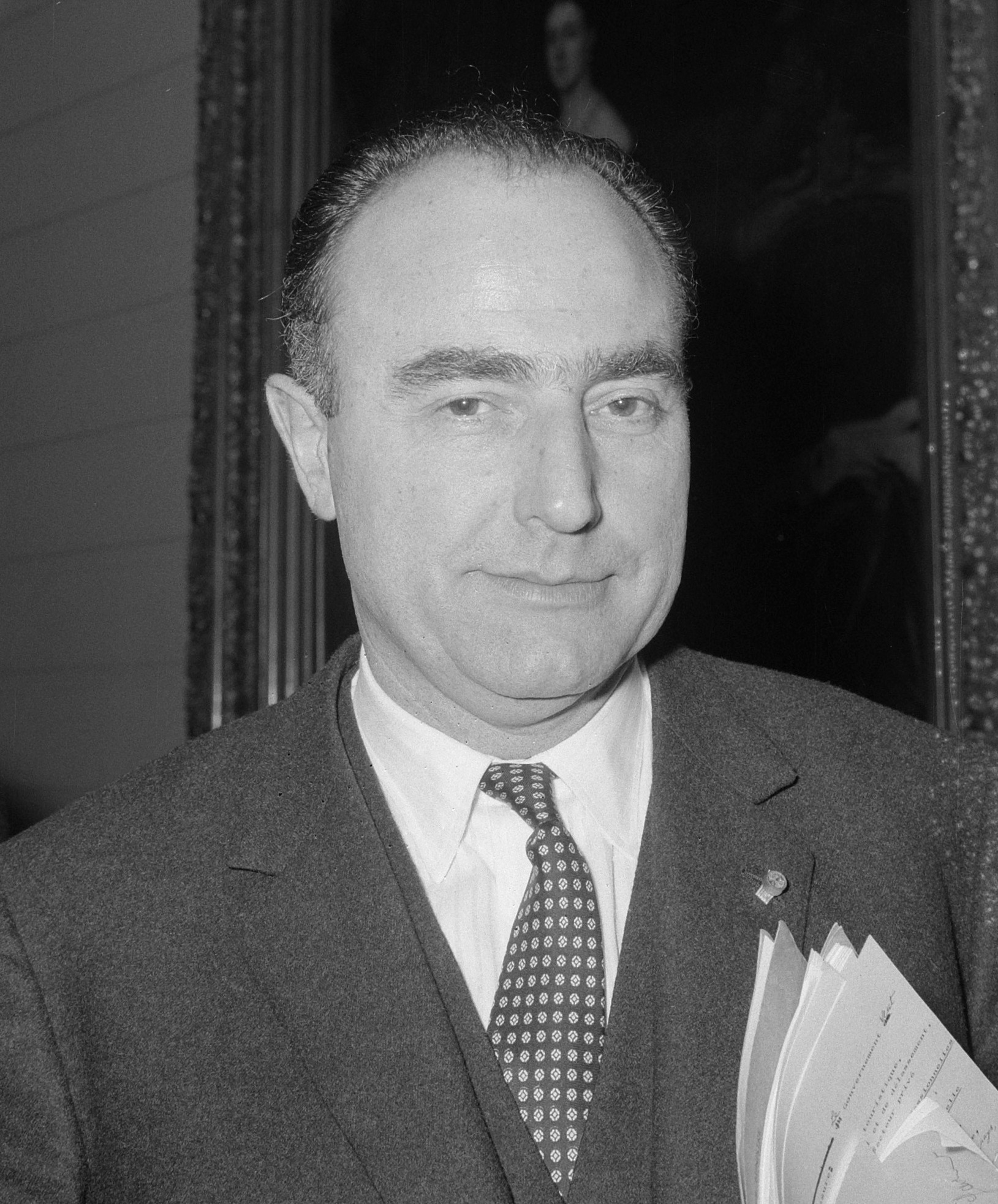
Paul Vanden Boeynants.

Dezelfde dag nog zocht koning Boudewijn CVP-PSC-voorzitter Paul Vanden Boeynants (PSC) aan om een nieuwe regering te vormen. Vanden Boeynants hield zijn antwoord in beraad en  wilde eerst nog overleg plegen met vertegenwoordigers van zijn partij. Nadat CVP-PSC zijn steun aan Vanden Boeynants toezegde, aanvaardde hij op 3 maart de opdracht van formateur. Vanden Boeynants stelde een beperkt urgentieprogramma op en legde dat op 4 maart voor aan de liberale en socialistische partijen, die daar binnen de drie dagen een oordeel over moesten vellen. Op 7 maart maakten zowel liberalen als de socialisten duidelijk dat ze niet te spreken waren over de onderhandelingsmethode van de formateur: ze wilden dat Vanden Boeynants niet met hen beiden zou praten en dat hij eerst zou beslissen met welke van de twee partijen hij een regering wenste te vormen, alvorens aan een regeringsprogramma te werken. Een dag later spraken beide partijen zich uit over de vraag of ze op basis van het urgentieprogramma van Vanden Boeynants een regeerakkoord wensten te onderhandelen: BSP-PSB was niet tevreden over het urgentieprogramma en stelde een veto tegen Vanden Boeynants als premier. De liberalen waren wel bereid om te praten.
Op 9 maart besliste Vanden Boeynants om onderhandelingen op te starten met de liberalen, waarvoor hij de toestemming kreeg van zijn partij. Vanaf 10 maart kwamen CVP-PSC en PVV-PLP samen om over het programma van rooms-blauwe regering te onderhandelen. Hierbij deden de liberalen heel wat toegevingen en op 12 maart werd een akkoord bereikt tussen beide partijen. Op 13 maart ging het partijbestuur van de liberalen akkoord om een regering te vormen met de christendemocraten. Op 15 maart ging ook het partijbestuur van CVP-PSC akkoord om een rooms-blauwe regering te vormen, ondanks het verzet van de centrumlinkse ACW-vleugel tegen de afgesproken bezuinigingen in de ziekteverzekering. De dag nadien begon Vanden Boeynants met de besprekingen over de structuur en samenstelling van de regering. Op 19 maart werd hierover een akkoord bereikt, waarna de 19 ministers en 4 staatssecretarissen van de regering-Vanden Boeynants I dezelfde dag nog de eed aflegden in handen van de koning. Op 23 maart werd de regeringsverklaring voorgelezen in het parlement, waarna de Kamer op 25 maart en de Senaat op 31 maart 1966 hun vertrouwen gaven aan de regering.

## Mislukte formatie na de val van de regering-Vanden Boeynants I
De regering-Vanden Boeynants I bleef bijna twee jaar in functie, tot ze op 7 februari 1968 viel over de kwestie Leuven Vlaams, waarover in de regering geen overeenstemming werd gevonden. De koning aanvaardde dezelfde dag nog het ontslag van de regering, waarna de regering belast werd met de afhandeling van de lopende zaken. Omdat de socialisten de uittredende regering weigerden te depanneren, werd enkel een hernieuwde coalitie van CVP-PSC en PVV-PLP mogelijk geacht, anders zouden er vervroegde verkiezingen komen.
Op 8 februari vatte koning Boudewijn raadplegingen aan. Eerst ontving hij partijvoorzitters Robert Houben (CVP-PSC), Léo Collard (BSP-PSB) en Omer Vanaudenhove (CVP-PSC), daarna kwamen minister van Staat Paul-Willem Segers (CVP), PLP-ondervoorzitter Norbert Hougardy, BSP-ondervoorzitter Jos Van Eynde, Albert Parisis, voorzitter van de Waalse vleugel van de PSC, en minister van Staat Paul-Henri Spaak (PSB) op audiëntie. De dag nadien volgden consultaties met oud-Senaatsvoorzitter Robert Gillon (PVV), Robert Vandekerckhove, voorzitter van de Vlaamse vleugel van de CVP, en ministers Willy De Clercq (PVV), Pierre Harmel (PSC) en Jos De Saeger (CVP). Op 10 februari werden PSB-Kamerlid Joseph-Jean Merlot, PLP-ondervoorzitter Emile-Edgard Jeunehomme en PSB-Kamerlid Henri Simonet ontvangen en op 12 februari was het de beurt van oud-premiers Gaston Eyskens (CVP) en Théo Lefèvre (CVP) en voormalig minister Piet Vermeylen (BSP). De consultatieronde werd beëindigd met de ontvangst van vertegenwoordigers van vakbonden en werkgevers.

### Informateur Paul-Willem Segers (14 februari - 20 februari 1968)
Na afloop van zijn raadplegingen benoemde koning Boudewijn minister van Staat Paul-Willem Segers (CVP) op 14 februari 1968 tot informateur. Hij diende de partijen te raadplegen om een oplossing te vinden om uit de regeringscrisis te geraken, ofwel door een nieuwe regering te vormen, ofwel door het parlement te ontbinden en nieuwe verkiezingen uit te schrijven. Segers streefde naar een hernieuwing van de rooms-blauwe regering en wilde eerst een oplossing trachten te vinden voor de zaak Leuven Vlaams en een grondwetsherziening uitwerken. Met het oog hierop voerde hij werkvergaderingen met een delegatie van de raad van beheer van de Katholieke Universiteit Leuven, hetgeen echter geen overeenkomst opleverde. Omdat de liberale PVV-PLP enkel wilde voortregeren als een aanvaardbaar compromis voor Leuven Vlaams werd gevonden, concludeerde Segers dat alleen nieuwe verkiezingen een uitkomst konden bieden. Op 20 februari werd hij van zijn informateursopdracht ontheven, waarna de koning ontslagnemend premier Vanden Boeynants verzocht om de ministerraad samen te roepen en een ontbinding van het parlement voor te bereiden. Op 28 februari legde de regering aan de Kamer en de Senaat een verklaring tot herziening van de grondwet voor. Na goedkeuring daarvan werd het parlement ontbonden en vonden er op 31 maart 1968 nieuwe verkiezingen plaats.
1919 · 1920 · 1921 · 1923 · 1924 · 1925 · 1926 · 1927 · 1929 · 1931 · mei 1932 · okt. 1932 · dec. 1932 · jun. 1934 · nov. 1934 · 1935 · 1936 · 1937 · 1938 ·  feb. 1939 · apr. 1939 · 1940 · 1944 · 1945 · feb-mrt 1946 · jul-aug 1946 · 1947 · 1948 · 1949 · jun 1950 · aug 1950 · 1952 · 1954 · jun. 1958 · nov. 1958 · 1961 · 1965 · 1966 · 1968 · 1971/72  · 1972/73 · 1974 · 1977 · 1978 · 1978/79 · apr.-mei 1980 · okt. 1980 · apr. 1981 · nov.-dec. 1981 · 1985 · oktober 1987 · 1987/88 · 1991/92 · 1995 · 1999 · 2003 · 2007 · 2008 · 2010/11 · 2014 · 2019/20 · 2024/25